# Чакон Суньига, Сара
Сара́ Ча́кон Суньи́га (исп. Sara Chacón Zúñiga; июнь 1914, Гуаякиль — январь 1998, Нью-Йорк, Нью-Йорк) — эквадорская модель, победительница первого конкурса красоты «Мисс Эквадор». В 1930 году Сара стала победительницей национального конкурса красоты «Мисс Эквадор» и на тот момент ей было 16 лет.
Она носила титул «Мисс Эквадор» в течение 25 лет, поскольку столь долгое пребывание Сары в этом титуле было связано с участием Эквадора в региональных и международных военных конфликтах.
Скончалась в январе 1998 года в Нью-Йорке на 84-м году жизни.